# Saison 1 de Cloak and Dagger
Chronologie
Saison 2
Cet article présente les dix épisodes de la première saison de la série télévisée américaine Cloak and Dagger.

## Synopsis
À La Nouvelle-Orléans, deux adolescents originaires de milieux différents semblent liés par des super-pouvoirs acquis lors de la mystérieuse explosion d'une plateforme pétrolière de la Roxxon Corporation.

## Distribution

### Acteurs principaux
- Olivia Holt (VF : Kelly Marot) : Tandy Bowen / « l'Épée »
- Aubrey Joseph (VF : Alexis Gilot) : Tyrone Johnson / « la Cape »
- Gloria Reuben (VF : Brigitte Berges) : Adina Johnson
- Andrea Roth (VF : Rafaèle Moutier) : Melissa Bowen
- J. D. Evermore (VF : Jérémie Covillault) : inspecteur James Connors
- Miles Mussenden (en) (VF : Thierry Desroses) : Otis Johnson
- Carl Lundstedt (VF : Jimmy Redler) : Liam Walsh
- Emma Lahana (VF : Olivia Luccioni) : inspectrice Brigid O'Reilly / Mayhem
- Jaime Zevallos (en) (VF : Benjamin Penamaria) : père Francis Delgado

## Liste des épisodes

### Épisode 1:Entre l'ombre et la lumière
- États-Unis : 7 juin 2018 sur Freeform
- France : 8 juin 2018 sur Prime Video

- Andy Dylan : Nathan Bowen

### Épisode 2:Affronter ses démons
- États-Unis : 7 juin 2018 sur Freeform
- France : 8 juin 2018 sur Prime Video

- Chelle Ramos : Delia

### Épisode 3:Qui se ressemble s'assemble
- États-Unis : 14 juin 2018 sur Freeform
- France : 15 juin 2018 sur Prime Video

- Emma Lahana : Detective Brigid O'Reilly

### Épisode 4:Dans la tête de l'autre
- États-Unis : 21 juin 2018 sur Freeform
- France : 22 juin 2018 sur Prime Video

- Gary Weeks (en)  : Greg Pressfield

### Épisode 5:Le Sixième Homme
- États-Unis : 28 juin 2018 sur Freeform
- France : 29 juin 2018 sur Prime Video

- Ally Maki : Mina Hess

### Épisode 6:La Divine Paire
- États-Unis : 5 juillet 2018 sur Freeform
- France : 6 juillet 2018 sur Prime Video

- Angela Davis : Tante Chantelle

### Épisode 7:Prisonniers du temps
- États-Unis : 12 juillet 2018 sur Freeform
- France : 13 juillet 2018 sur Prime Video

- Andy Dylan : Nathan Bowen

### Épisode 8:Les Fantômes du passé
- États-Unis : 19 juillet 2018 sur Freeform
- France : 20 juillet 2018 sur Prime Video

- Tim Kang : Ivan Hess

### Épisode 9:Descente aux enfers
- États-Unis : 26 juillet 2018 sur Freeform
- France : 27 juillet 2018 sur Prime Video

- Noëlle Renée Bercy : Evita Fusilier

### Épisode 10:Refuser sa destinée
- États-Unis : 2 août 2018 sur Freeform
- France : 3 août 2018 sur Prime Video

- Wayne Pére : Peter Scarborough